# Staphylococcus aureus
Стафилококус ауреус (Staphylococcus aureus) е грам-положителна сферична бактерия, която често се намира в дихателните пътища на човека и по кожата му. Обикновено не причинява проблеми.

## Произход на името
Наименованието Staphylococcus aureus описва формата σταφυλή staphylé от гр. ‚грозд‘ и κόκκος kókkos ‚зърно‘, ‚грудка‘, и цвета: от лат. aureus ‚златен‘, тъй като повечето колонии имат оранжево-златист цвят.

## Патогенеза
Обикновено се намира в подмишницата, слабините или в носа, а също и в мръсните участъци. Повече инфекции се появяват след директен физически контакт на стафилококите с нарушение на тъканта (рана или прорез). Податливостта към инфекции зависи от различни фактори, като имунната система и цялостното здравно състояние.
S. aureus в организма се разпространяват по лимфен път.
При инфекция с този микроорганизъм той образува токсини: хемолизини, левкоцидин, ексфолиатин, ентеротоксин и синдром на токсичен шок – токсин 1.
Последствията от инфекция със стафилококус ауреус, могат да бъдат:
- инфекции на рани
- остеомиелит
- инфекция на съдови протези
- отравяне на кръвта (сепсис)
- на белите дробове (пневмония)

## Лечение
Обикновено са лесни за лекуване.
Резистентни на метицилин (methicillin resistant Staphylococcus aureus – MRSA) инфекциии, за разлика от обикновените Staphylococcus aureus инфекции, не могат да се лекуват с обикновени антибиотици, които включват метицилин. Така лечението често е по-дълго, по-скъпо и по-сложно и с често подновяване на инфекцията.
За лечението на заболяванията причинени от S. aureus се използват антибиотици от групата на бета-лактамите, също така макролиди, тетрациклини, аминогликозиди.

## Предотвратяване
Миенето на ръцете е най-важния навик в борбата с инфекциите.